# Hermann Becker (Jurist)
Hermann Becker (* 13. April 1719 in Rostock; † 26. Februar 1797 in Greifswald) war ein deutscher Rechtswissenschaftler und Konsistorialdirektor.

## Leben
Hermann Becker stammte aus der auf seinen namensgleichen Großvater Hermann Becker (1632–1681) zurückgehenden Rostocker Gelehrtenfamilie Becker. Er war der Sohn von Peter Becker (1672–1753), Professor der Mathematik und Pastor an der Jakobikirche in Rostock, und dessen Frau Margaretha Cäcilia, Tochter des Rostocker Bürgermeisters Thielke. Er wurde von Privatlehrern unterrichtet und studierte von 1733 bis 1741 an der Universität Rostock Rechtswissenschaften. Anschließend war er als Erzieher bei der Familie von Kamptz auf Koppelow bei Güstrow tätig. Ab 1742 begleitete er die Brüder Gosmann (Gußmann) aus Lübeck auf die Universitäten Halle und Leipzig. Er setzte sein Studium an der Universität Jena fort und wurde im Oktober 1746 in Rostock promoviert. Im folgenden Jahr wurde er Professor der Institutionen (Rechte) und lehrte nach Verlegung der Universität ab 1762 in Bützow Kriminalrecht.
1769 wurde Hermann Becker an die Universität Greifswald berufen, wo er auch Direktor des Greifswalder Konsistoriums wurde und über 30 Jahre tätig war. Sein Hauptbeschäftigungsfeld war das Kirchenrecht, wobei er sich an Georg Ludwig Böhmer orientierte. 1772 und 1791 wurde er zum Rektor der Universität gewählt.

## Schriften

Dissertatio inauguralis, 1757

- Erläuterungen über das Kirchenrecht. 1772